# Сорока тибетська
Сорока тибетська (Pica bottanensis) — вид горобцеподібних птахів родини воронових (Corvidae). 

## Поширення
Вид поширений у Бутані та на Тибетському нагір'ї на південному заході Китаю.

## Класифікація
Раніше вважався підвидом сороки звичайної (Pica pica). Молекулярно-філогенетичне дослідження, опубліковане в 2018 році, показало, що сорока тибетська є сестринським таксоном сороки аравійської з південного заходу Саудівської Аравії і обидва таксони визначені окремим видами. 